# Bathilda (geslacht)
Bathilda is een monotypisch geslacht van zangvogels uit de familie prachtvinken (Estrildidae). De enige soort:
- Bathilda ruficauda  – Binsenastrild